# Stefan Pochmann
Stefan Pochmann ist ein deutscher Speedcuber, der vor allem für das Erfinden der nach ihm benannten Methode zum Lösen des Zauberwürfels mit verbundenen Augen, der Pochmann-Methode, bekannt ist. Er stellte viele Weltrekorde im schnellsten Lösen der Rubiks Uhr, Megaminx, Rubik’s Magic und  einen im schnellsten Lösen des 5x5x5 mit verbundenen Augen auf.

## Leben
In den 1980ern praktizierte Stefan Pochmann das erste Mal das Hobby Speedcubing, verlor aber bald wieder das Interesse daran. Er studierte Informatik an der Technischen Universität Darmstadt. 2003 schloss er sich der neuen Speedcubing Community an und entwickelte eine Methode zum Blindlösen des Zauberwürfels, die Pochmann-Methode.
Er wurde zur ersten Person, die eine Megaminx blind löste und die offiziell einen 5x5x5 blind löste.
Insgesamt stellte er 21 Weltrekorde, 3 europäische Rekorde, und 60 nationale Rekorde auf.
Bei dem European Rubik's Games Championship 2004 gewann er in den Disziplinen Clock und 5x5x5 Blind. Beim Rubik's World Championship 2005 wurde er erster in den Disziplinen Clock, Megaminx und Mastermagic. Beim European Rubik's Cube Championship 2006 gewann er in den Disziplinen 3x3x3 Blind, Megaminx und Mehrfachblind (alter Stil).
Pochmann arbeitete an der WCA-Website und half bei der Erstellung der WCA-Datenbank.
Seit 2018 nimmt Pochmann an keinen Speedcubing Turnieren mehr teil und ist somit kein aktiver Speedcuber mehr.

## Pochmann-Methode
Bei der Pochmann-Methode wird die Position von zwei Kantsteinen des Würfels, mithilfe von sogenannten Setup-Moves (Züge die ein Stein des Würfels an eine spezielle Stelle bringen) und einem Algorithmus, getauscht, bis alle Kantsteine an der richtigen Position sind. Anschließend werden die Ecksteine nach demselben Prinzip geordnet. Beim Blindlösen merkt sich der Speedcuber alle Kant- und Ecksteinpaare, bevor er mit dem Lösen anfängt.
Stefan Pochmann entwickelte auch M2, eine fortgeschrittene Methode zum blind Lösen der Kantsteine.